# Ceratonia oreothauma
Ceratonia oreothauma (Hillc., G.P.Lewis & Verdc., 1980) è una pianta arborea dellafamiglia delle Fabacee; è una delle due specie viventi del genere Ceratonia.

## Descrizione
Albero sempreverde, alto tra 4 e 8 m, rami giovani più o meno pubescente densamente placato. Foglie con rachide 5–17 cm di lunghezz, foglioline tra 5 e 12 paia, coriacee, alterne o subopposte, da oblunghe a più o meno ovate o obovate, 0,6–4,5 x 0,2–1,7 cm, puberose su entrambe le superfici o glabre sopra. Infiorescenze sessili, lunghe 2,5–6 cm, a fiore 40-50, amenti da giovani. Fiori unisessuali, fiori maschili con filamenti lunghi 3–6 (7,5) mm, antere lunghe 1–1,5 mm; fiori femminili con un pistillo subcilindrico con uno stigma a forma di U e piccoli staminodi. Baccelli bruno-rossastri, 1,5–10 x 1–1,3 cm, tra 1 e 13 semi, seni ristretti quando sono asciutti. Semi da oblunghi a ovali, 5-6,5 x 3,5–4,5 mm.
Ceratonia oreothauma è morfologicamente molto distinta da Ceratonia siliqua. Inoltre, C. oreothauma ha granuli di polline leggermente più piccoli di C. siliqua e sono tricolpori piuttosto che tetracolporati (Ferguson 1980). Poiché i grani di polline sono più evoluti dei grani tricolpori, C. oreothauma è stato suggerito da Hillcoat et al come l'antenato selvatico di C. siliqua coltivata (1980).

## Distribuzione e habitat
La sottospecie C. o. oreothauma è diffusa in Oman e Yemen, la sottospecie C. O. somalensis è invece diffusa nel nord della Somalia tra i 1500 e i 2000 metri.

## Usi
È usato come foraggio per il bestiame.